# PGC 2023426
LEDA/PGC 2023426 ist eine Spiralgalaxie im Sternbild Dreieck am Nordsternhimmel. Sie ist schätzungsweise 445 Millionen Lichtjahre von der Milchstraße entfernt und hat eine Ausdehnung von etwa 230.000 Lichtjahren. Vom Sonnensystem aus entfernt sich das Objekt mit einer errechneten Radialgeschwindigkeit von näherungsweise 9.900 Kilometern pro Sekunde.
Im selben Himmelsareal befinden sich unter anderem die Galaxien NGC 969, NGC 974, PGC 9754, PGC 2016295.